# 彼得·迪莫斯
彼得·迪莫斯（英語：Peter Demos，1925年8月14日—2011年1月21日），澳大利亚男子篮球运动员。他曾随国家队参加了1956年夏季奥林匹克运动会男子篮球比赛，最终队伍获得第十二名。